# Puerto Naos
Puerto Naos is een dorp in het zuiden van Los Llanos de Aridane, de grootste gemeente van het eiland La Palma in de provincie Santa Cruz de Tenerife in de Spaanse regio de Canarische Eilanden. Het dorp telt 877 inwoners.
Puerto Naos is naast het veel kleinere El Remo het enige dorp in de gemeente met toegang tot de zee. Het stond vroeger vooral bekend om zijn kleine vissershaven en om zijn bananenteelt, maar de haven is bij de bouw van onder meer het massahotel Sol La Palma, het grootste van het eiland, zo goed als verdwenen. De bouwwoede, met name vanaf de jaren 70 van de 20e eeuw, heeft van Puerto Naos, dat over een groot zwart zandstrand beschikt, een van de belangrijkste vakantiedorpen van het eiland gemaakt.

## Geografie
Ten zuiden van het dorp ligt El Remo, ten oosten Jedey, die beide ook tot de gemeente Los Llanos de Aridane behoren. Het oude centrum van Puerto Naos ligt tussen de grens met de gemeente Tazacorte in het noorden en het vakantiestrand in het zuiden. Naast dit strand tegen het centrum, circa 600 meter lang en voorzien van een promenade, liggen verder naar het zuiden toe nog de stranden Charco Verde en Las Monjas.

## Demografie
| 2000 | 2001 | 2002 | 2003 | 2004 | 2005 | 2006 | 2007 | 2008 |
| ---- | ---- | ---- | ---- | ---- | ---- | ---- | ---- | ---- |
| 737  | 852  | 871  | 921  | 853  | 874  | 849  | 848  | 877  |

## Toerisme
Nabij het strand, met name op de promenade, zijn een aantal eet-, drink- en winkelgelegenheden, en er is de mogelijkheid om te parapenten en te duiken.

## Transport
Er zijn zeer regelmatige busverbindingen (overdag doorgaans om het uur of om het halfuur) met het centrum van Los Llanos de Aridane, waar op andere bussen kan overgestapt worden.
Argual · El Remo · El Roque · Jedey · La Laguna · Las Manchas · Los Barros · Los Llanos de Aridane · Montaña Tenisca · Puerto Naos · Retamar · Todoque · Triana